# Rio de San Lio
Le rio de San Lio (canal de Saint-Léon) (ou rio del Malibran) est un canal de Venise formant la limite entre le sestiere de Cannaregio et celui de Castello en Italie.

## Description
Le rio de San Lio a une longueur de 89 m. Il prolonge le rio de la Fava à son croisement avec le rio del Fontego dei Tedeschi vers le nord-est pour se prolonger lui-même dans le rio dei Miracoli.

## Toponymie
Le nom provient de l'église San Lio (vulgarisation de San Leone - Saint-Léon) toute proche.

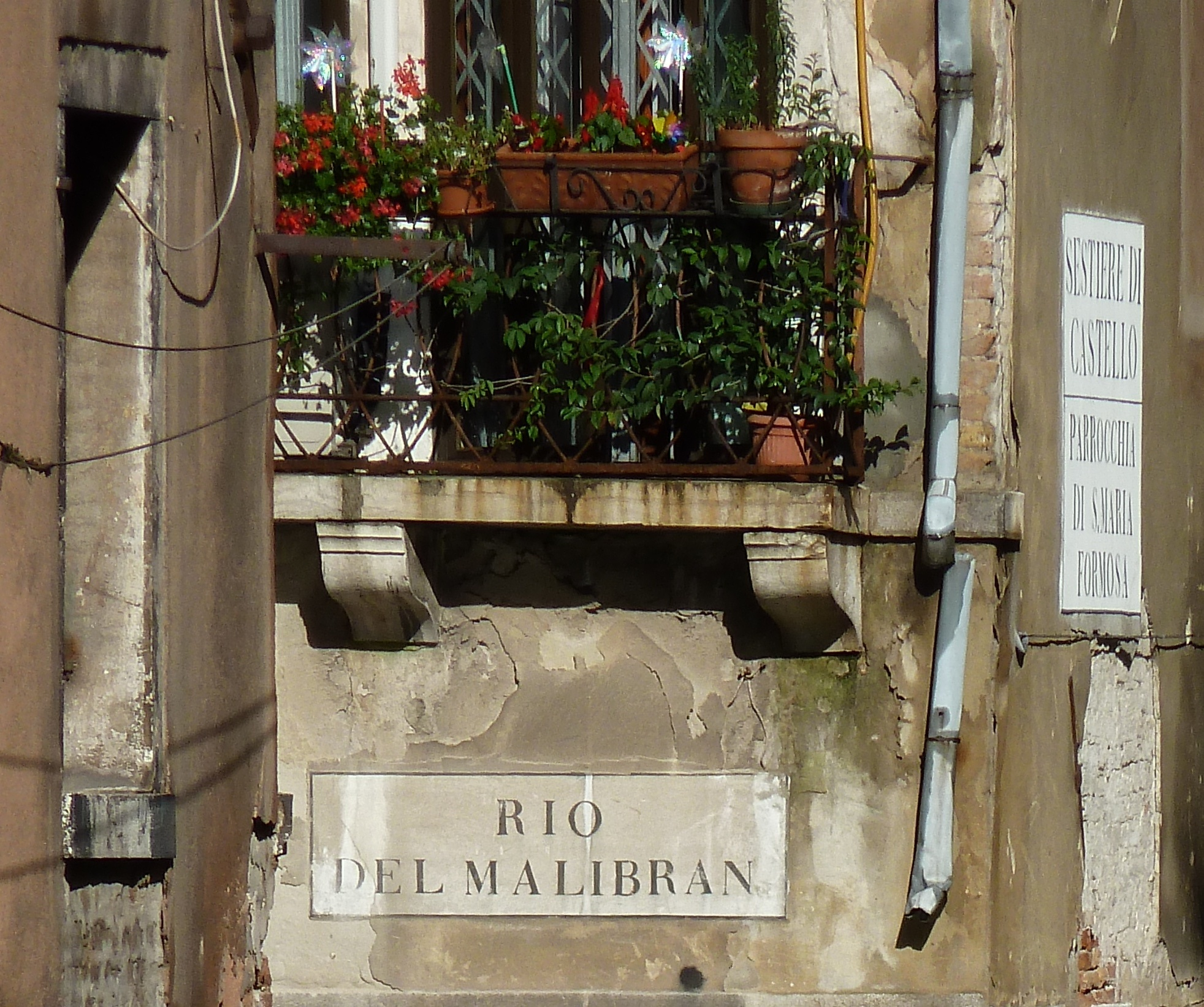
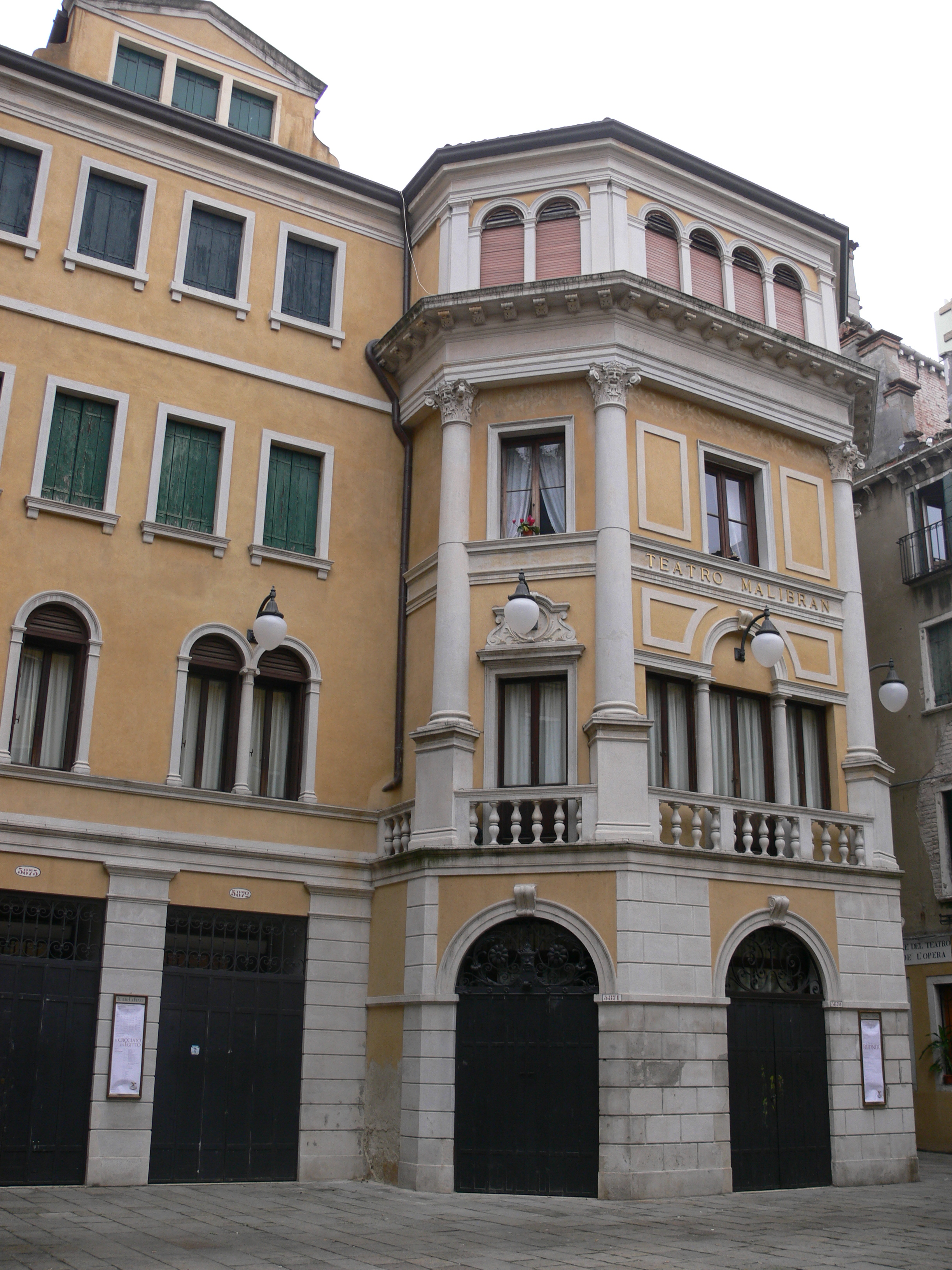
Façade du théâtre Malibran

## Situation
Ce rio longe :

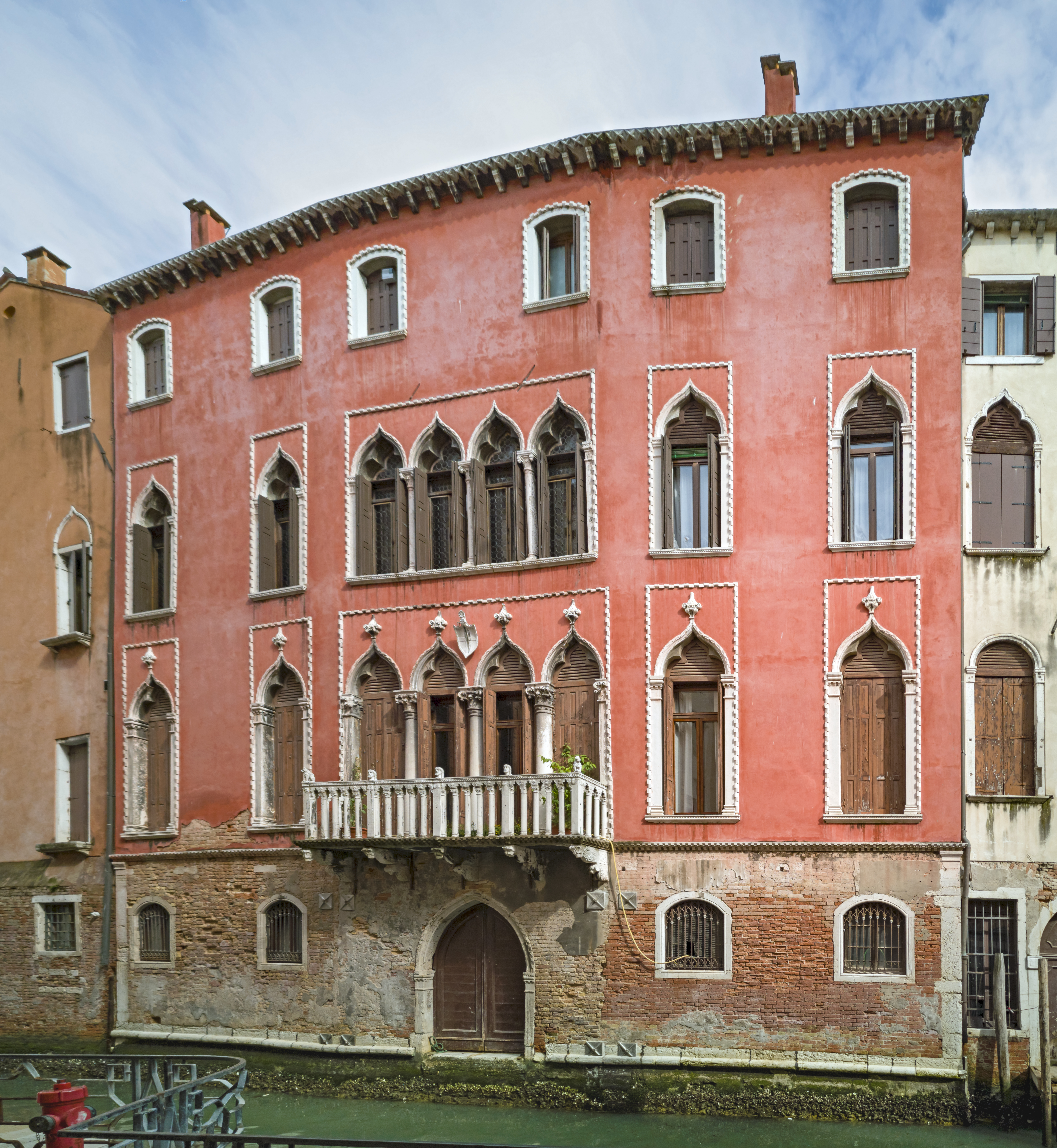
La façade de la Ca' Bragadin Carabba

- le palais Bragadin Carabba (Ca' Bragadin Carabba) où à longtemps habité Casanova.
- le théâtre Malibran(it) au coin du rio de San Giovanni Crisostomo. La partie du théâtre Malibran qui longue le rio de San Lio, est aujourd'hui un atelier d'art dramatique rattaché à la Fenice. Ce bâtiment blanc avec un porche néoclassique est érigé sur l'emplacement la Casa Polo, où ont habité le père, l'oncle et Marco Polo à Venise. La Casa Polo a été détruite par un incendie en 1598. Une inscription latine dans la calle della Chiesa et une autre italienne devant le pont Marco Polo.
- le palais Morosini au coin du rio del Fontego dei Tedeschi.

## Ponts
Ce canal est traversé par un seul pont :
- le ponte Marco Polo o del Teatro, reliant Sotoportego del Milion et Calle Scaleta.

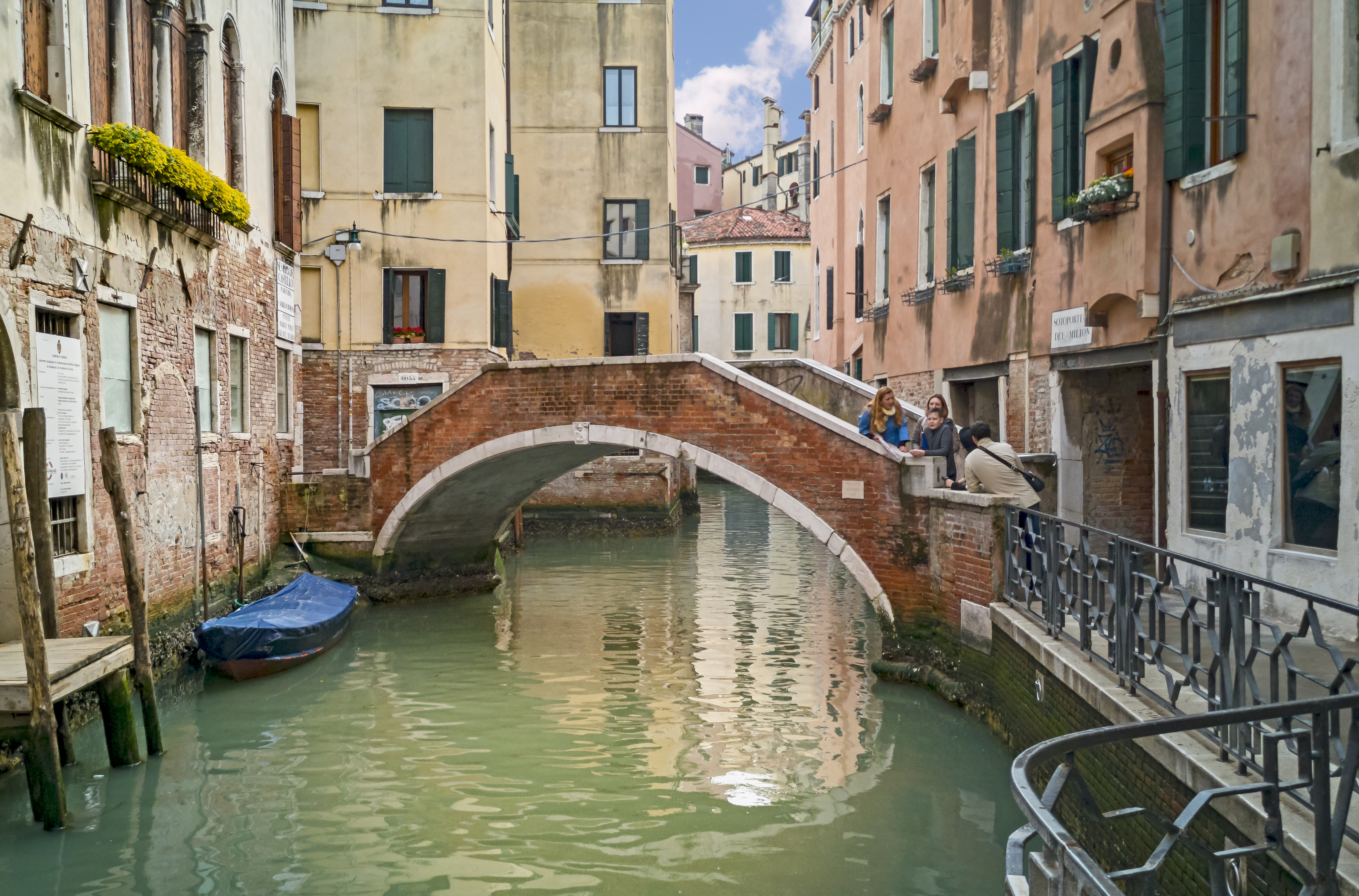
Le pont Marco Polo
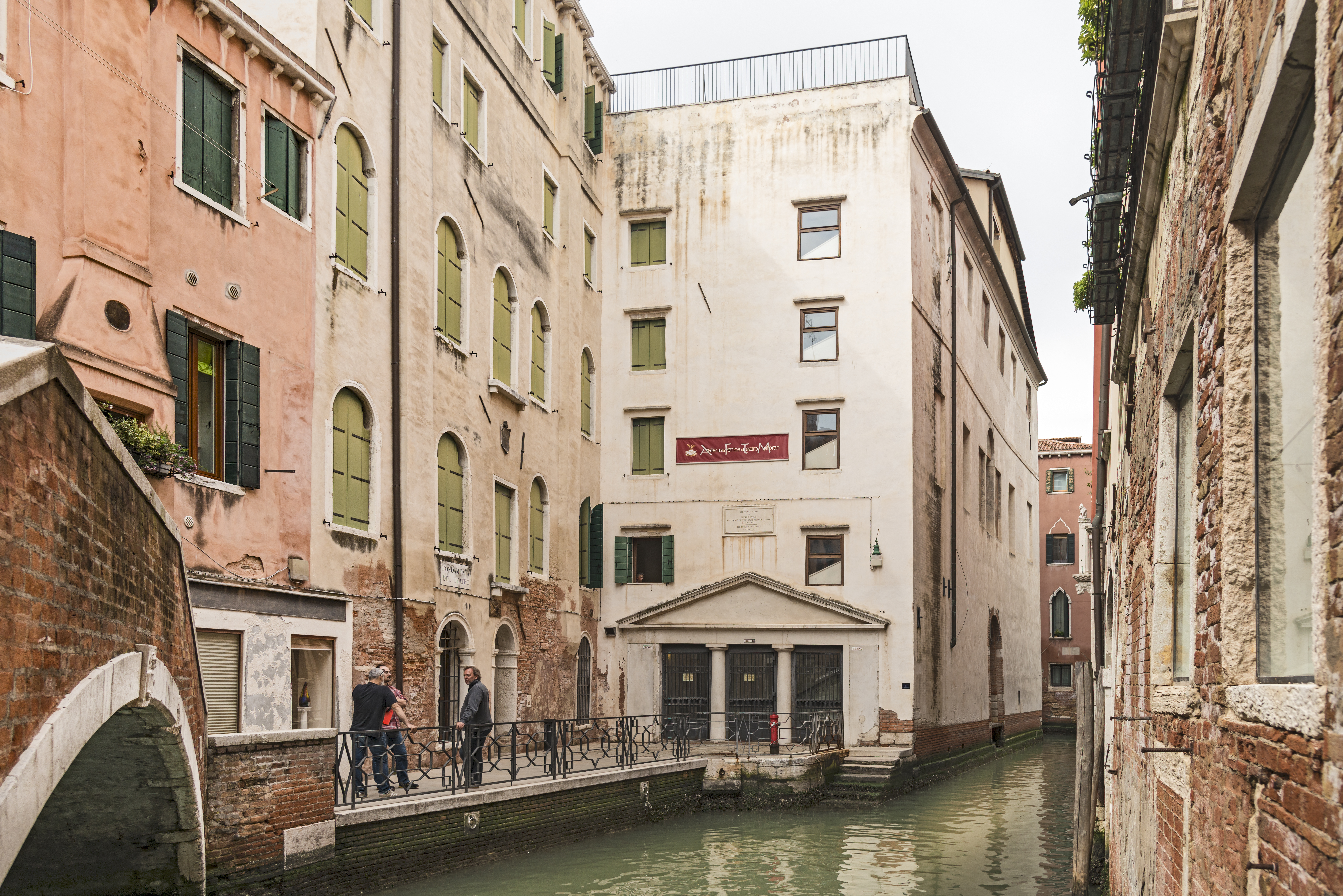
Emplacement de la Casa Polo
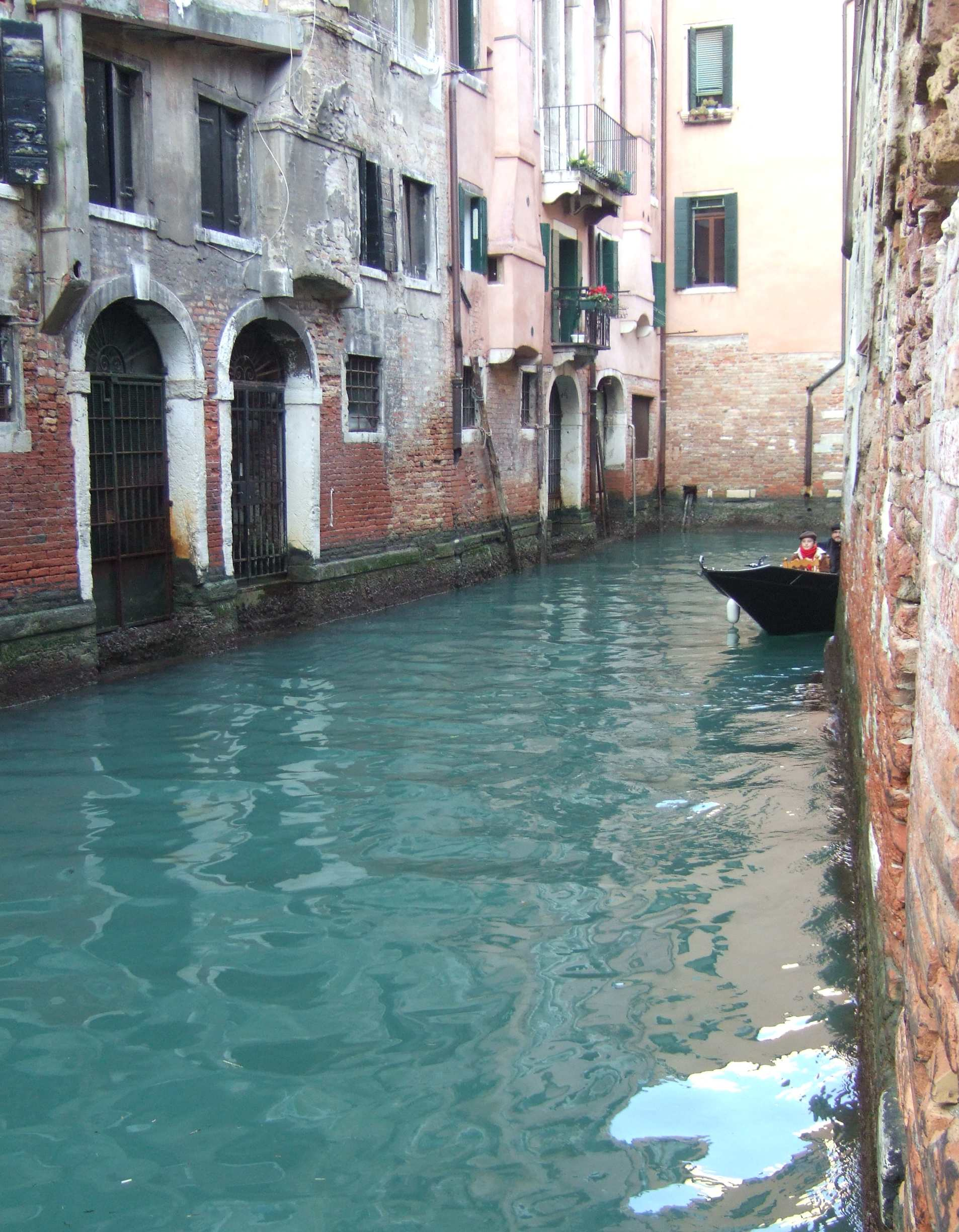
Rio San Lio